# عضلة كابة مدورة
العضلة الكَابَّةُ المُدَوَّرَة (باللاتينية: Musculus pronator teres) في علم تشريح الإنسان، أحد عضلات الطرف العلوي، تمتد هذه العضلة من عظم الزند إلى عظم الكعبرة.
فائدة هذه العضلة هي تحريك باطن اليد لظهر اليد (Pronation).
تغذى هذه العضلة من العصب المتوسط.

## معرض صور

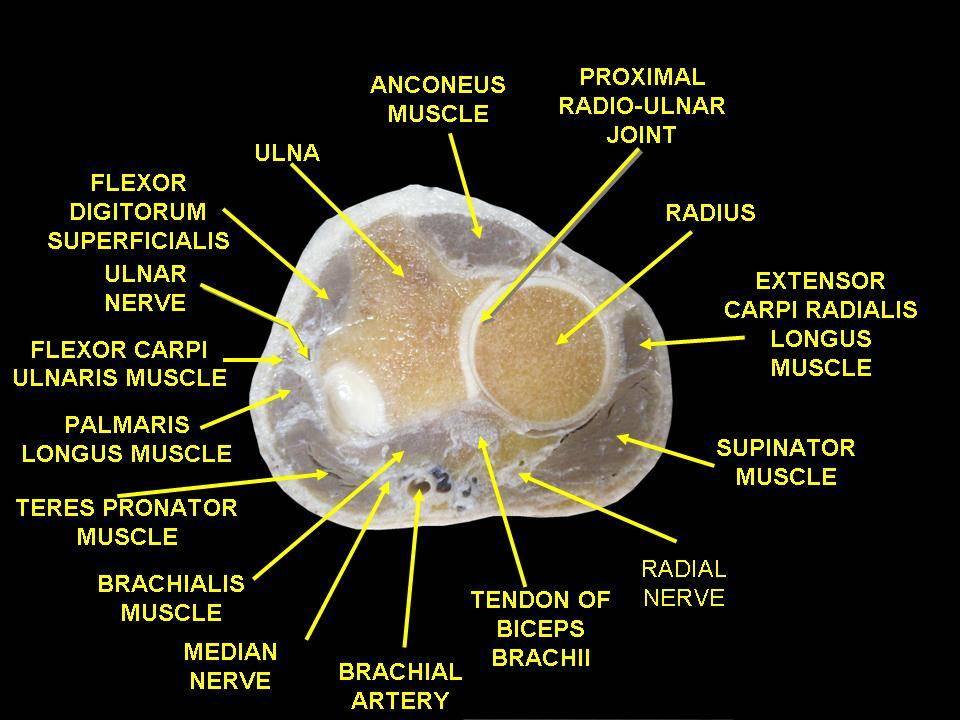
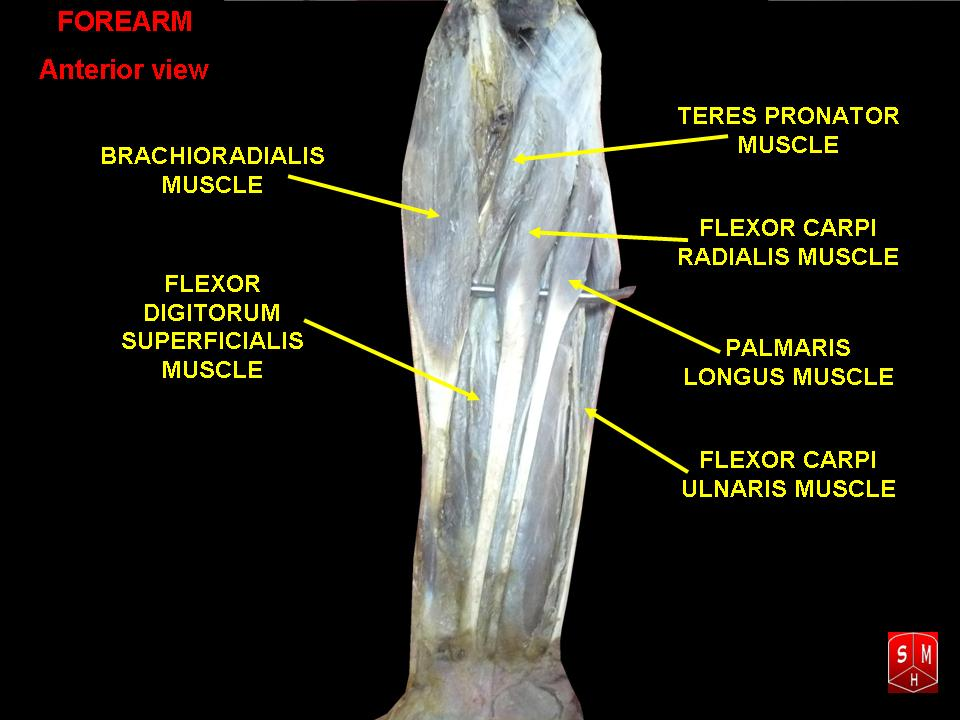